# Miessiïta
La miessiïta és un mineral de la classe dels sulfurs, que pertany al grup de la isomertieïta. Rep el seu nom de la localitat de Miessijoki (Finlàndia).

## Característiques
La miessiïta és un sulfur de pal·ladi, tel·luri i seleni, de fórmula química Pd11Te₂Se₂, que va ser aprovat per l'IMA l'any 2006. Cristal·litza en el sistema isomètric. És de color negre amb una lluïssor metàl·lica. Els fragments són mal·leables i de color gris platejat.
Segons la classificació de Nickel-Strunz, la miessiïta pertany a «02.AC: Aliatges de metal·loides amb PGE» juntament amb els següents minerals: atheneïta, vincentita, arsenopal·ladinita, mertieïta-II, stillwaterita, isomertieïta, mertieïta-I, palarstanur, estibiopal·ladinita, menshikovita, majakita, pal·ladoarsenur, pal·ladobismutarsenur, pal·ladodimita, rodarsenur, naldrettita, polkanovita, genkinita, ungavaïta, polarita, borishanskiïta, froodita i iridarsenita.

## Formació i jaciments
Només se n'ha trobat al riu Miessijoki, a Lemmenjoki (Lapònia, Finlàndia), en un placer d'elements de grup del platí. Se n'ha trobat associada a altres minerals com stillwaterita, isomertieïta, mertieïta-II, cooperita, braggita, kotulskita, vincentita, tantalita, torianita, pirita, magnetita, cromita i isoferroplatí, amb inclusions de laurita i aliatges d'osmi, iridi i ruteni.